# Idioma quinigua
El quinigua (también guinigua o quinicuane) es una lengua indígena de Nuevo León, actualmente extinta y poco documentada. El quinigua era la lengua hablada por los borrados en el espacio entre la Sierra Madre Oriental y la Sierra de Tamaulipas y el Río Grande y el Río Grande del Pilón.

## Clasificación
El quinigua está documentado únicamente en forma de palabras individuales contenidas en los documentos del Archivo Municipal de Monterrey desde el período que va de finales del siglo XVI a finales del siglo XVIII. Usualmente se considera una lengua aislada, aunque debido a la escasez de información otros autores la consideran simplemente una lengua no clasificada.
La posible relación con el idioma coahuilteco no parece respaldada por las palabras que se conocen del quinigua, aunque una relación distante con dicha lengua no puede ser excluida, ni puede darse por demostrada.

## Léxico
Apenas se conoce una corta lista del vocabulario del idioma quinigua publicada por Del Hoyo (1960):
| GLOSA              | Quinigua            |
| ------------------ | ------------------- |
| 'frijol'           | mina                |
| 'amplio'           | patama              |
| 'profundo'         | sarak               |
| 'venado'           | mau                 |
| 'perro'            | karama              |
| 'pato'             | amakia              |
| 'tierra'           | ama                 |
| 'comer'            | ama, anama; ka(ene) |
| 'pez'              | ama, ami; ka        |
| 'pezuña'           | boi                 |
| 'frente'           | niapin              |
| 'cabeza'           | kai                 |
| 'ir'               | wame, wan (?)       |
| 'grande'           | ya; ki              |
| 'montaña'          | agu, ayu; imi       |
| 'jabalí'           | amoka               |
| 'muchos'           | kai, ki             |
| 'conejo'           | kun                 |
| 'lluvia'           | paak                |
| 'rojo, negro(?)'   | pan, pa             |
| 'carrizo'          | aki, xi             |
| 'roca'             | pixa                |
| 'cola (de animal)' | apino               |
| 'grueso'           | ta                  |
| 'tabaco'           | axo                 |
| 'árbol'            | ana                 |
| 'agua'             | ka, kwa, wa         |